# Родригес, Родольфо Серхио
Родо́льфо Се́рхио Родри́гес Родри́гес (исп. Rodolfo Sergio Rodríguez Rodríguez; родился 20 января 1956 в Монтевидео) — уругвайский футболист, вратарь.

## Биография
Победитель Кубка Америки 1983, обладатель Кубка Либертадорес и Межконтинентального кубка 1980. Участник чемпионата мира 1986.
До 2011 года был рекордсменом сборной Уругвая по числу проведённых матчей, пока его не обошёл по этому показателю Диего Форлан.
Занимает третье место по версии IFHHS среди уругвайских вратарей XX века.

## Награды и достижения

### Командные
- Победитель Кубка Америки: 1983
- Обладатель Золотого кубка чемпионов мира 1980 года
- Чемпион Уругвая (3): 1977, 1980, 1983
- Чемпион штата Сан-Паулу (1): 1984
- Чемпион штата Баия (2): 1993, 1994
- Обладатель Кубка Либертадорес (1): 1980
- Обладатель Межконтинентального кубка (1): 1980
  - Участник чемпионата мира (1): 1986
  - Участник Кубка Америки (2): 1979, 1983

### Личные
- Занимает двенадцатое место в истории сборной Уругвая по количеству проведённых матчей — 79 в 1976—1986 гг. Это лучший показатель среди футболистов, игравших за сборную только в XX веке[2].